# Kasza József (politikus)
Kasza József (Szabadka, 1945. február 6. – Szabadka, 2016. február 3.) jugoszláviai, majd szerbiai magyar politikus, közgazdász, a Vajdasági Magyar Szövetség (VMSZ) egykori elnöke, majd tiszteletbeli elnöke, volt szerbiai miniszterelnök-helyettes.

## Pályafutása
A közgazdasági középiskolát (1959–1963) és a közgazdasági egyetemet (1965–1969) Szabadkán végezte. Okleveles közgazdászként, 1979-ben diplomázott.
Szakmai pályafutása alatt több szabadkai cég pénzügyi szakembereként, illetve gazdasági vezetőjeként dolgozott, például Szabadkai Vízművek Közművesítési Vállalat, Bačkaprodukt Textilipari Kombinát, ZORKA Vegyi Művek, Novogradnja Építőipari Társult Vállalat.
1989 májusa és 2001 januárja között Szabadka polgármestere volt. Polgármestersége alatt több mint tízezer, a délszláv háború elől menekült szerb költözött a városba.
1990 és 2003 között pedig a szerbiai köztársasági parlament tagja.
1991-től a Reformerők tagja, 1992-től a Vajdasági Magyarok Demokratikus Közösségének (VMDK) tagja. 1994-től a VMSZ tagja. 1995-ben megválasztották a párt elnökévé, és ebben a tisztségben az 1997-ben megtartott közgyűlésen is megerősítést nyert. Tagja volt a Szerbiai Demokratikus Ellenzéknek. 2000-től a jugoszláv parlament tagja és kormányalelnök egészen 2003 decemberéig, Zoran Gyingyics kabinetjében.
Kiállt a szülőföldjükön határon túli magyarok kettős állampolgársága mellett, ám nem értett egyet azzal, hogy e kérdést népszavazáson döntsék el, ezért erősen bírálta a Magyarok Világszövetségét (MVSZ).
2007. március 10-én a Vajdasági Magyar Demokrata Párt (VMDP) ünnepségén, annak tagsága és szimpatizánsai előtt bejelentette visszavonulását a VMSZ éléről. Ezután a VMSZ tanácsa felsorakozott Pásztor István elnökjelöltsége mögé, akit május 5-én a Magyarkanizsán tartott 11. tisztújító közgyűlés egyedüli jelöltként utódjául meg is választott. Kasza Józsefet, érdemei elismerése mellett, közfelkiáltással tiszteletbeli elnöknek választották.
2007 és 2011 júniusa között a szerbiai Agrobank szabadkai fiókjának igazgatója volt. A bank javaslatára az Azohem műtrágyagyár és az Azotara Nitrogénművek igazgatóbizottságának elnöke lett.
Ekkoriban volt a szabadkai Népszínház igazgatóbizottságának elnöke is, és e tisztségében 2011 decemberében újraválasztották a Demokrata Párt javaslatára.
2010 februárjában a VMSZ fegyelmi eljárás után kizárta, mert az bírálta, hogy a párt szembefordult a kormányzó Demokrata Párttal.
2011 júniusában nyugdíjba vonult, haláláig egy szabadkai étterem tulajdonosa volt.
2012. november 20-án a rendőrség előállította és kihallgatta az Agrobank-ügyben. A gyanú szerint még fiókvezetőként társaival törvénysértő módon három hitelt helyezett ki és öt bankgaranciát nyújtott kedvező feltételek mellett – megfelelő biztosítékok nélkül –, így 13 millió eurós jogosulatlan haszonhoz juttatta Pegya Malisanovics vállalkozót, az említett műtrágyagyárak tulajdonosát. Több mint két és fél hónapot töltött vizsgálati fogságban. 2013. március 20-án lemondott a Népszínház igazgatóbizottságának elnöki tisztéről. Március 27-én a magánkézben levő Subotičke novine nevű szerb nyelvű hetilap igazgatójává nevezte ki a lapkiadó vállalat igazgatósága.

## Sikertelen merénylet ellene
2005-ben ő maga is kis híján áldozatává vált a vajdasági magyarok ellen történő atrocitásoknak, mikor családi háza előtt kézigránát robbant. A robbanásban senki sem sebesült meg. Kasza József a házban volt a detonáció pillanatában, felijedt a robbanásra, kiment az előkertbe, de semmi különöset nem észlelt (a bejárati kapu 40-50 méterre van attól a háztól, amelyben a politikus és családja lakik). Kasza az ellene és a vajdasági magyarság ellen folyó megfélemlítési kampány részeként tekintett a történtekre.

## Családja
Szülei Kasza Sándor, Pásztás Erzsébet. Gyermekei: Kinga (1973), Csongor (1975), Lídia (1993) , Miksa (1999).

## Díjai
- Szabadka díszpolgára
- A Magyar Köztársasági Érdemrend nagykeresztje (2004)

## Külső hivatkozások
- Kasza József rövid életrajza a VMSZ honlapján
- Losoncz Alpár: Kasza József, a vajdasági magyar politika töréspontja Archiválva 2020. augusztus 30-i dátummal a Wayback Machine-ben – Komment.hu, 2010. február 18.
- Losoncz Márk–Tóth Szilárd: „Ha lenne még egy életem, egyáltalán nem foglalkoznék politikával” Archiválva 2017. szeptember 22-i dátummal a Wayback Machine-ben PDF – Beszélgetés Kasza Józseffel. In: Régió,  24. évf. (2016) 1. szám